# Essangong
Essangong est un village du Cameroun situé dans le département de la Mvila et la Région du Sud, en pays Bulu. Il fait partie de la commune de Biwong-Bulu. Les habitants d'Essangong sont de souche ethnique Yevol,.   

## Population
Essangong compte plus de 4000 habitants, repartis inégalement dans six quartiers : Adjap, Etinti, Eves, Adoum, Essangong-Yop (où se trouve la Chefferie) et Oyo. L'Agriculture et l'élevage comptent parmi les principales activités et sources de revenus des populations locales, avec une préférence marquée pour la culture du Cacao. Les femmes représentent plus de 55% de la population.
Le village Essangong est doté d’une école primaire à cycle complet, d’un collège d’enseignement secondaire et d’un terrain de football réglementaire où s’entraine, depuis des décennies, le Darling’s Football Club.
Essangong est irrigué par plusieurs cours d’eau, dont les plus poissonneux sont Ava et Didime.

## Personnalités nées à Essangong
- Eleih-Elle Etian (1939-), Diplomate et Homme politique.
- Ntolo Bisse, Commandant de Forces Armees Camerounaises.
- Anatole Eba Mvondo, Physicien / Ancien Inspecteur pedagogique national[5],[6].
- Frédéric Moise Mfou'ou Azo'o, Medecin / Chirurgien pédiatrique[7].

- Heyndricks N. Bile, Communicant[8],[9], fonctionnaire international[10],[11] & Ecrivain[12],[13].

- Ntimbane Landry (Landry Mbia) journaliste et humanitaire Président/Fondateur de la Fondation Smile Cameroun association caritative venant en aide aux enfants orphelins défavorisés